# Полевая кухня

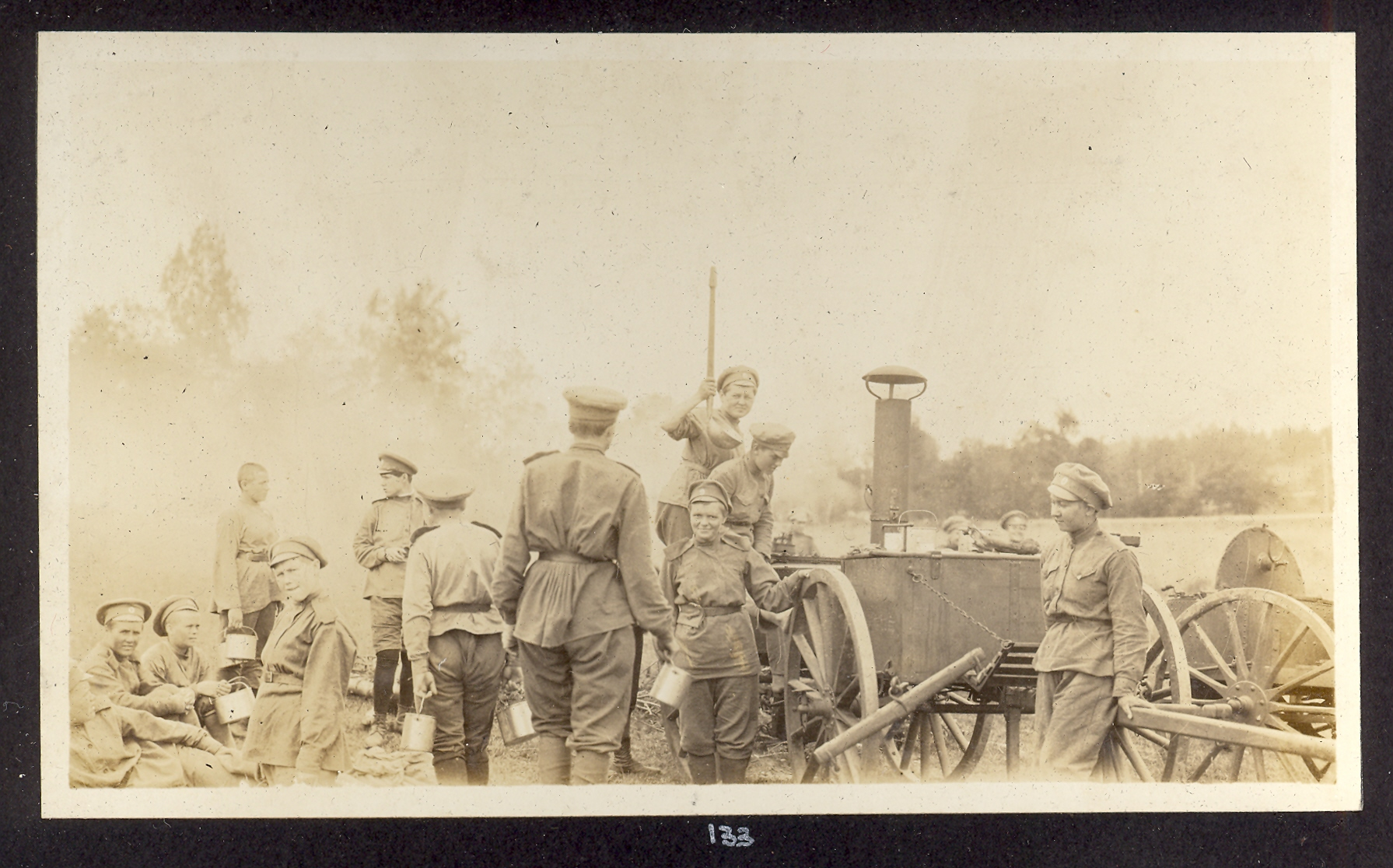
Полевая кухня одного из женских батальонов смерти Русской Армии на учениях, 1917 год.

Полева́я ку́хня (вое́нно-похо́дная ку́хня) — особое транспортное средство (либо прицеп), предназначенный для приготовления пищи и организации горячего питания личного состава формирований в полевых (походных) условиях на удалённых объектах в подразделениях и воинских частях, где отсутствуют стационарные объекты для приготовления пищи.
Базируется на передвижном шасси или на платформе грузового автомобиля. В состав полевой кухни входит один или несколько котлов, отделения для хранения продуктов и кухонной утвари. Может включать в себя помещение-столовую.

## История

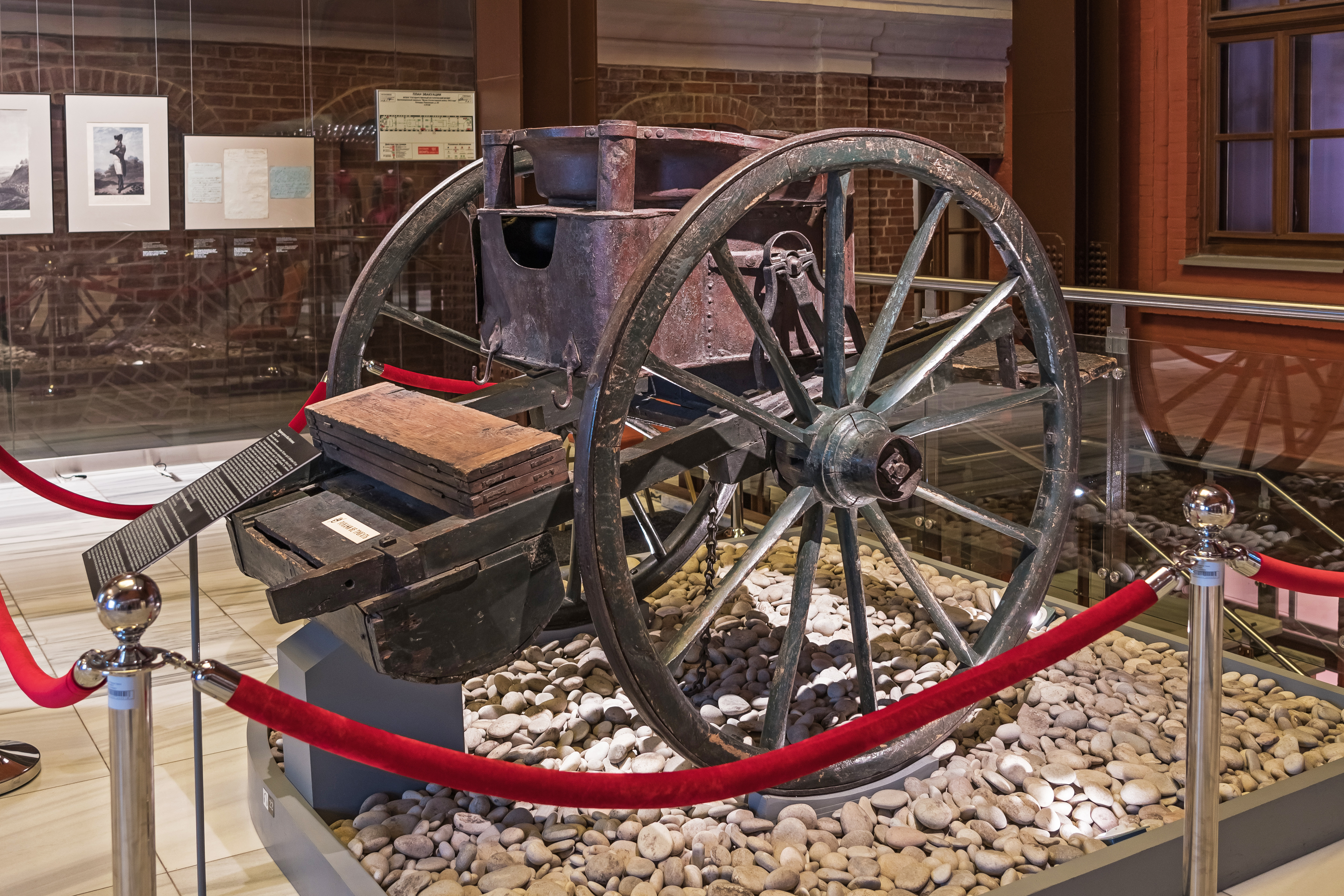
Музей Отечественной войны 1812 года в Москве. Полевая кухня из обоза Наполеона.

Впервые полевая кухня встречается в армии Наполеона. Конструкция кухни включала медный бачок для варки пищи, встроенный внутри большого бака, наполненного водой, под которым располагалась дровяная топка. Благодаря «водяной бане» пища не подгорала. Готовить пищу можно было как на привале, так и на ходу. Кипяток из большого бака можно было использовать для заваривания чая. Походная кухня монтировалась на одноосной коляске на подвесе Кардана, что частично компенсировало продольную качку при движении; спереди, под оглоблями, подвешивался деревянный ящик для кухонных принадлежностей, над ним складывались секции крышки стола. Спереди и сзади к раме крепились деревянные подножки. К оглобле крепились откидные подставки, обеспечивающие устойчивость тележки, после того как из неё выпрягали коня.
Около 60-и таких кухонь были заказаны перед походом в Россию в войска 1-го армейского корпуса, которым командовал Луи Николя Даву. Когда армия Наполеона отступала, все обозы бросили ещё до переправы через реку Березину и кухни взяты трофеем, одна из них находится в экспозиции Музея Отечественной войны 1812 года (Москва, Россия).

### В Русской императорской армии

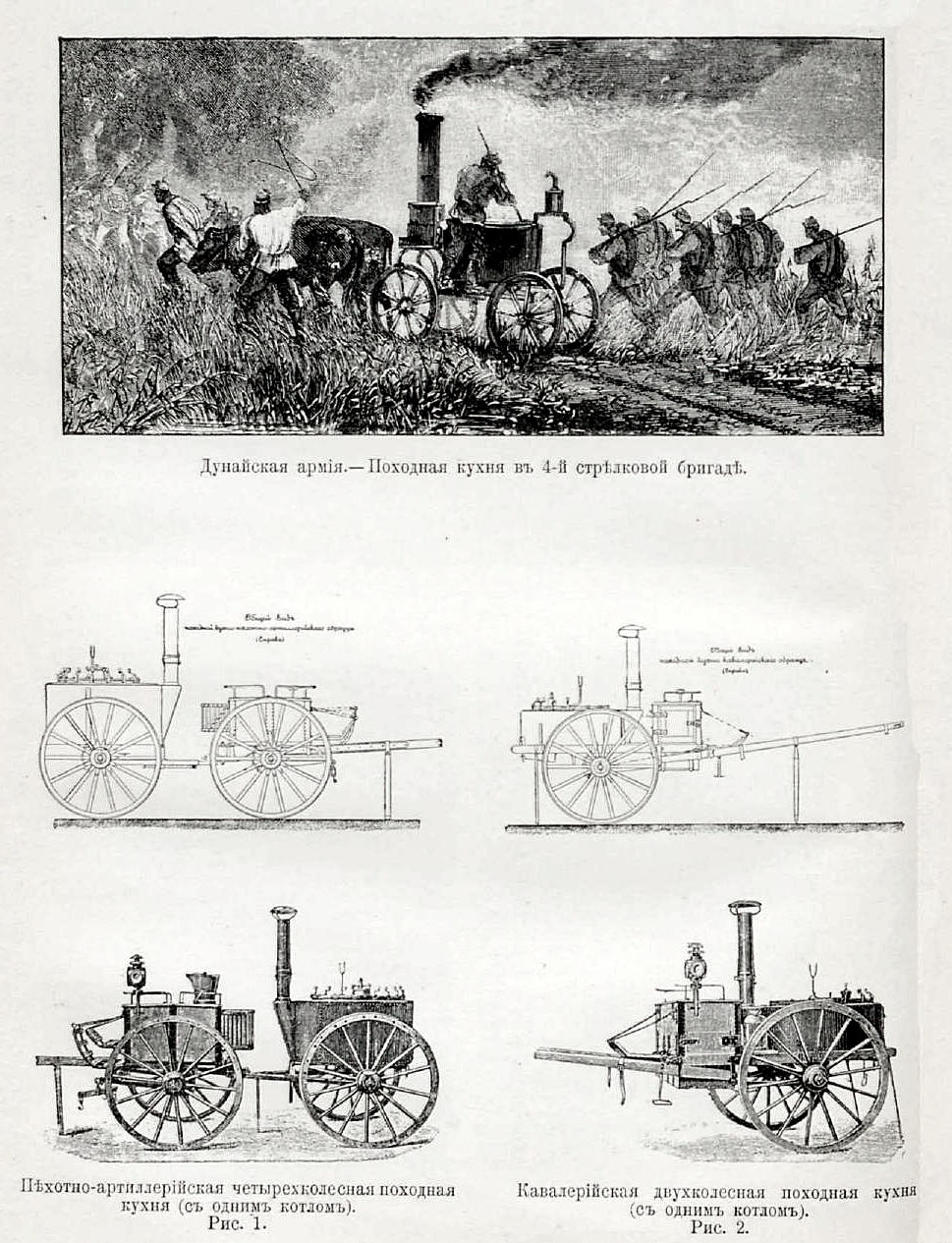
Рисунки из статьи «Военно-походные кухни» (Военная энциклопедия); наверху: походная кухня во время Русско-турецкой войны (1877—1878); внизу: казённые пехотно-артиллерийская и кавалерийская кухни системы «К. Брун и Сын», принятые в 1898 году.

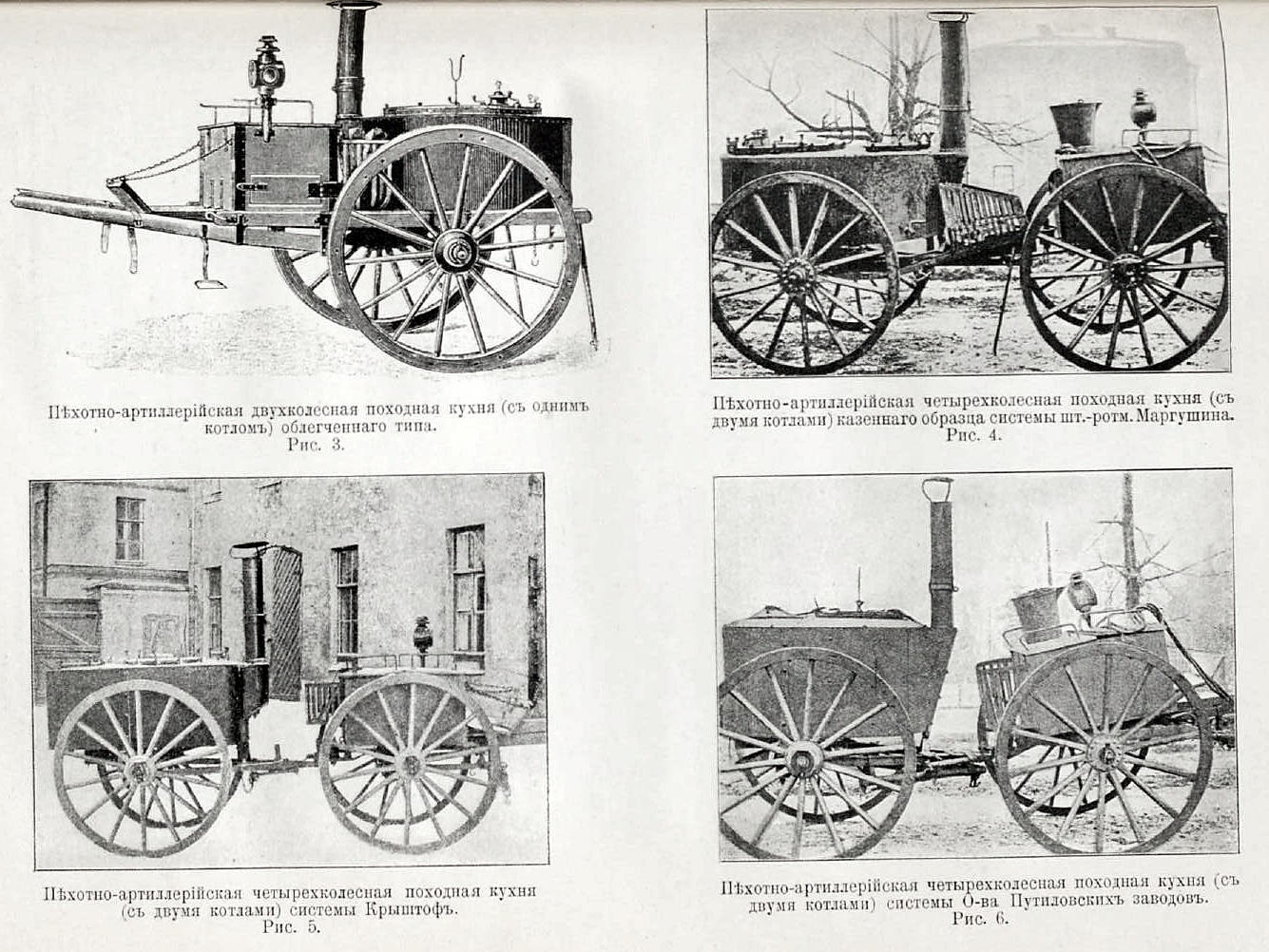
Рисунки из статьи «Военно-походные кухни» (Военная энциклопедия): четыре образца двухкотловых кухонь, испытывавшихся после Русско-японской войны.

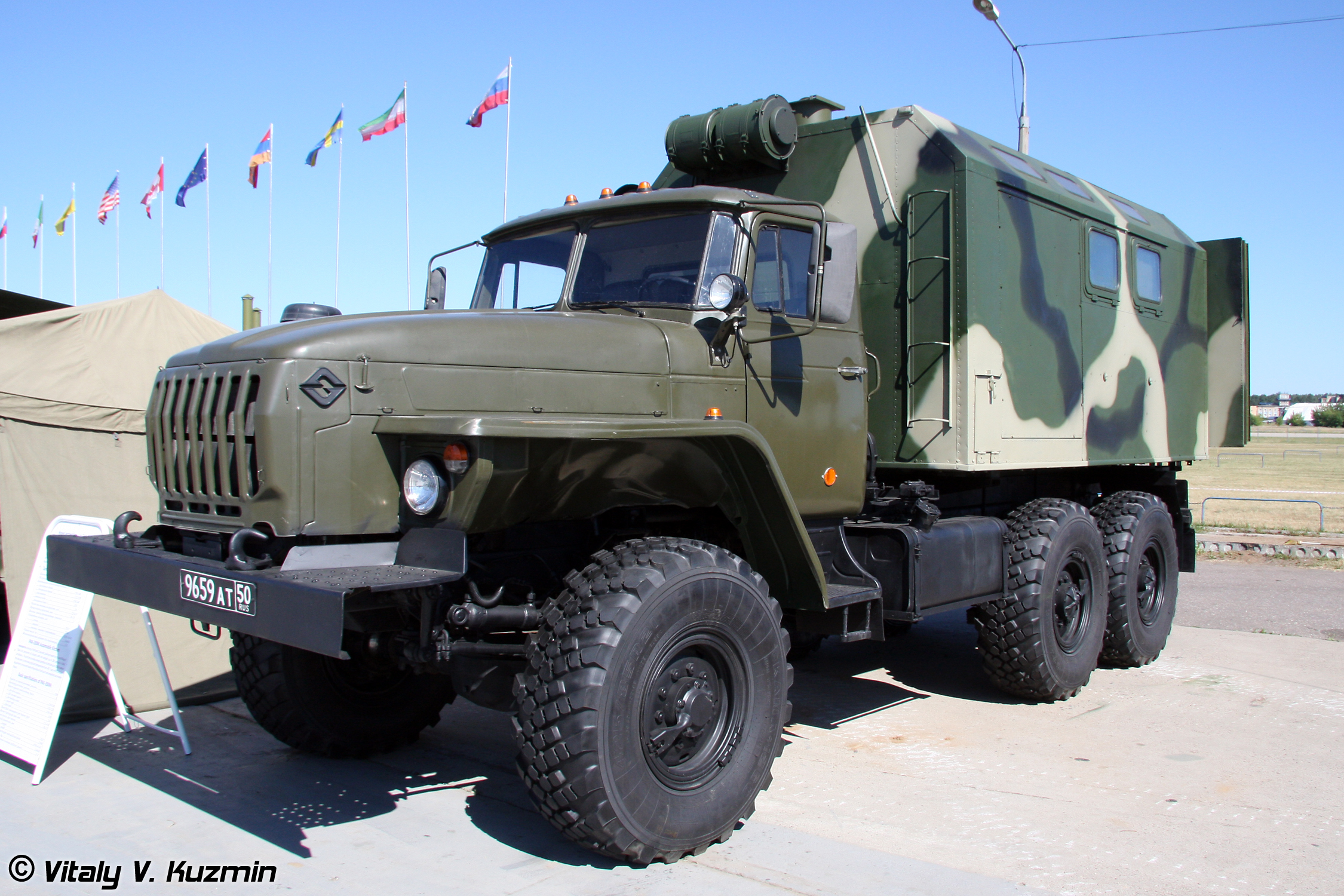
ПАК-200М на базе автомобиля «Урал».

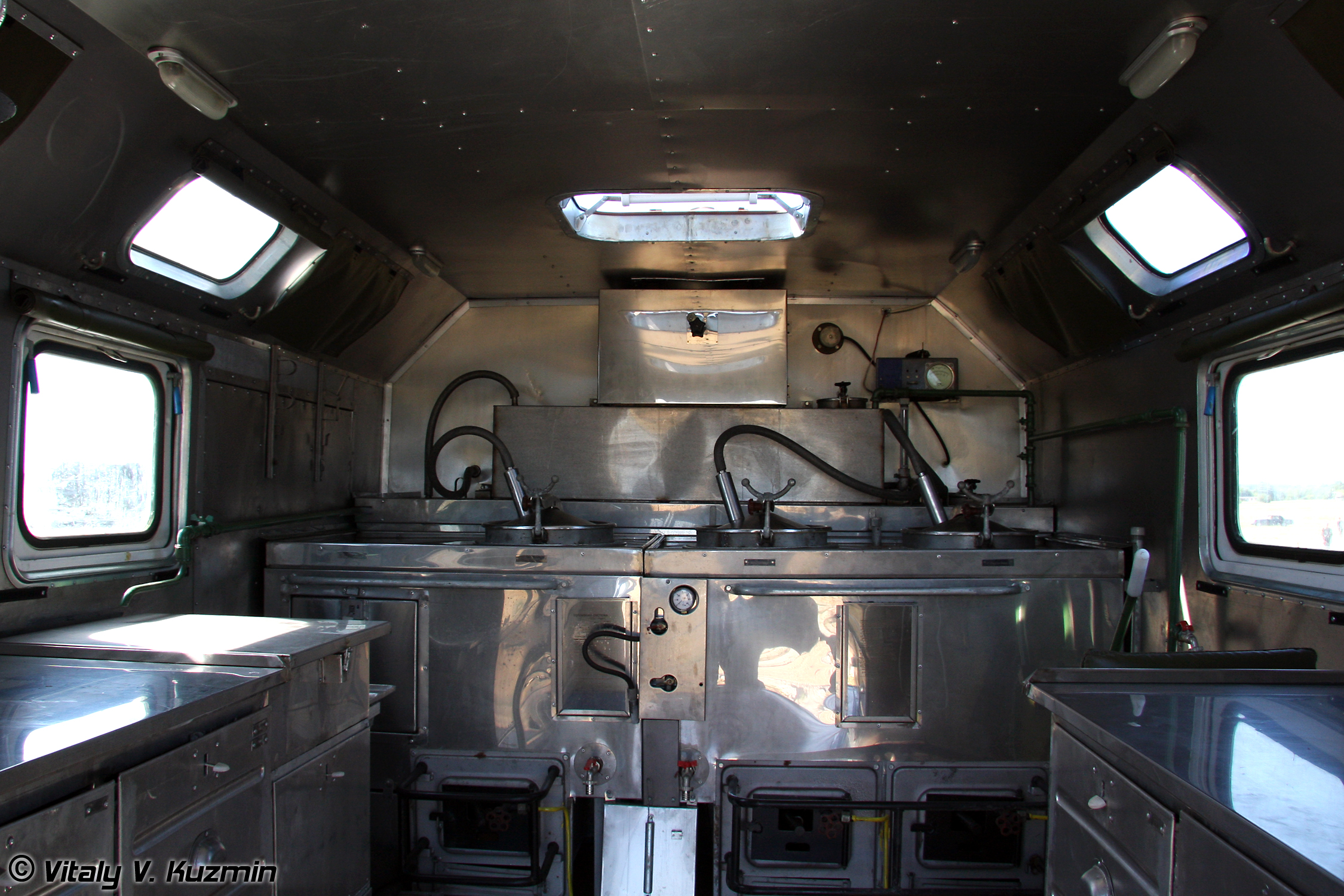
Внутреннее оборудование ПАК-200М.

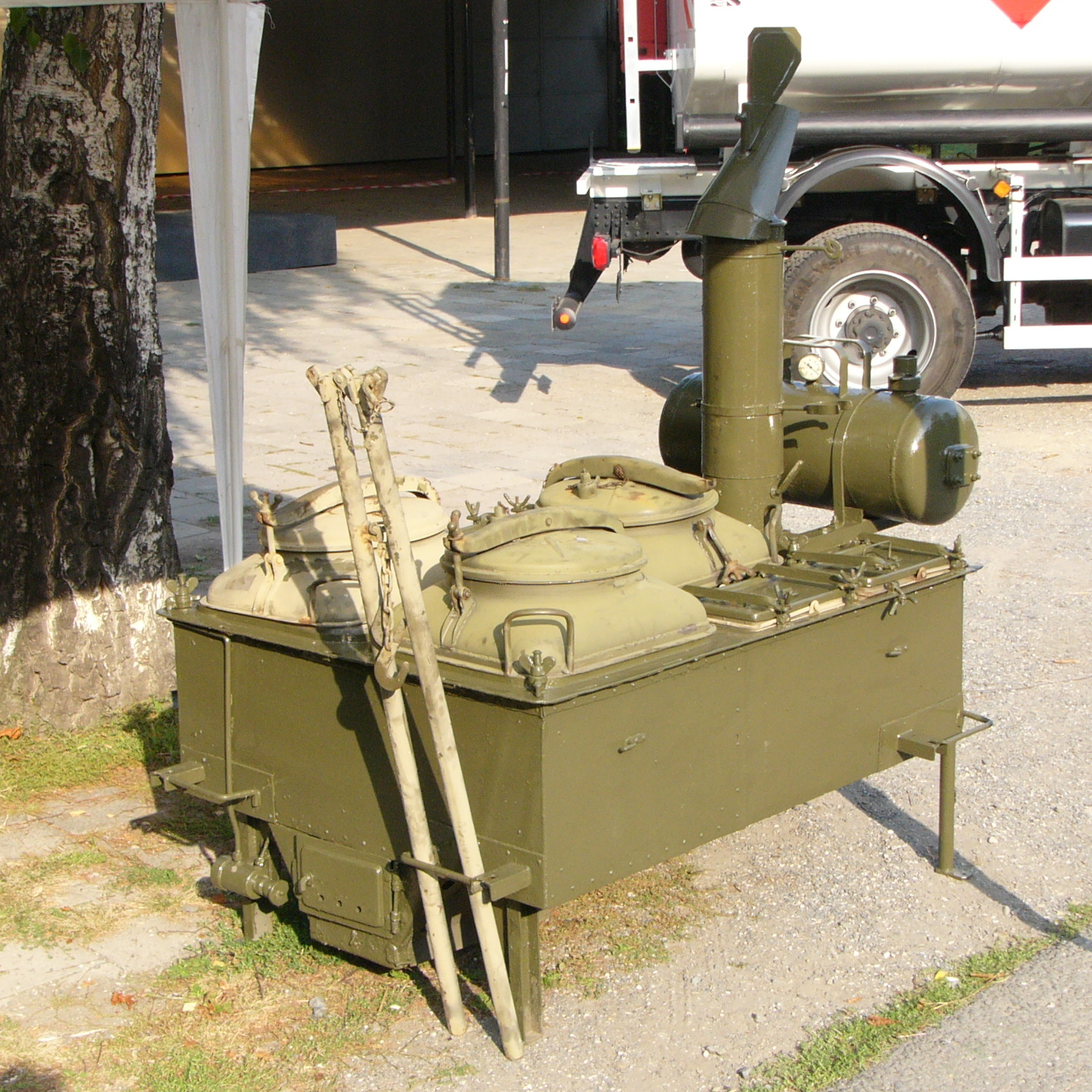
Полевая (переносная) кухня ПК-24 для малых групп военнослужащих.

Походные (полевые) кухни в европейских армиях появились в 60—70-е годы XIX века. Первенство в этом вопросе принадлежит Русской императорской армии.
В феврале 1866 года в Варшаве при лейб-гвардии Литовском полку был испытан «кухонный аппарат», предложенный варшавским купцом Юлианом Альфонсовичем Паричко. «Аппарат» представлял собой деревянный ушат (котёл), стянутый железными обручами и с железным дном. Через центр котла проходила дымовая труба от очага, расположенного под ним, железные детали в местах соприкосновения с пищей покрывались глазурью. После испытаний, показавших недостатки деревянного котла, в июне того же года был испытан усовершенствованный образец «аппарата», уже из двух котлов (большого — для щей и малого — для каши), покрытых изнутри лужёным железом и медью. В ходе дальнейших испытаний котёл для каши был сделан с двойными стенками, между которыми заливалась вода. Испытательная комиссия одобрила результаты опытов, приготовленные в «аппарате» щи и каша не уступали в качестве приготовленным в обычных котлах, времени и топлива на готовку требовалось меньше, при этом готовить пищу можно было на марше. Для транспортировки «аппарата» требовалась повозка с двумя лошадьми.
В ноябре—декабре 1867 года «аппарат» Паричко испытывался в Санкт-Петербурге особой комиссией, а затем обозной комиссией. В 1868 году в Варшаве был построен второй экземпляр для продолжения испытаний при лейб-гвардии Литовском полку, а в 1870 году — третий экземпляр, который в 1872—1873 годах вновь испытывался в Санкт-Петербурге. В результате было постановлено построить 10 экземпляров «аппарата» для отправки в военные округа для испытаний. Чем закончились испытания «аппарата» Паричко, нет сведений, но для армии он не был принят.
В 1870-х годах испытывались образцы походных кухонь полковника Никифорова и М. А. Лишина. Во время Русско-турецкой войны 1877—1878 годов несколько полков Русской армии были снабжены кухнями Никифорова для испытания в боевых условиях. Также в действующую армию были отправлены 10 экземпляров кухни Михаила Лишина. Испытания показали, что подвижные походные кухни удобнее и экономичнее при приготовлении пищи, чем использовавшиеся в армии артельные котлы. Однако консервативность российской военно-бюрократической машины не позволила ввести по итогам войны с Турцией походные кухни для снабжения армии.
Вновь вопрос о походных кухнях был поднят в конце XIX века. В 1893 году в частях одесского гарнизона испытывалась кухня системы Якова Фриедланда. В 1896 году Главное интендантское управление объявило конкурс на создание новых образцов подвижных походных кухонь. На конкурс были представлены 15 образцов: Станислава-Хенрика Бруна (сына основателя варшавской фирмы Крыштофа Бруна), М. Богаевского, де-Тиллота, Никифорова, Савримовича и др. Конкурс не выявил победителя, но наиболее разработанными были признаны однокотловые четырёхколёсная пехотно-артиллерийская и двухколёсная кавалерийская кухни системы «К. Брун и Сын» (варшавская фирма «Крыштоф Брун и Сын»), которые в 1898 году были рекомендованы для обязательных закупок в воинские части. Воинские части должны были самостоятельно закупать их на свои «экономические суммы».
«Боевое крещение» кухни Бруна получили во время Китайского похода 1900—1901 годов. И хотя испытания показали имеющиеся недостатки, такие как тяжеловесность, неповоротливость, нехватка второго котла, Высочайшим повелением 30 января 1901 года их введение в войсках было утверждено. В то же время перед Русско-японской войной многие полки закупали кухни системы М. Богаевского и других систем, что вышестоящим начальством пресекалось. При этом, ввиду дороговизны кухонь и их ремонта, в мирное время использовать походные кухни разрешалось только во время подвижных сборов и манёвров.
Во время Русско-японской войны походными кухнями были снабжены практически все части действующей армии: «Только в некоторых частях, и то в исключительных случаях, практиковалась варка пищи в походных котелках и чугунных пищеварных котлах, в большинстве пехотных и кавалерийских частей пища готовилась в походных кухнях. Благодаря кухням люди довольствовались горячей пищей не только на стоянках, но даже на передовых позициях и при передвижениях».
Изобретатели продолжали предлагать новые образцы походных кухонь. Образцы облегчённых походных кухонь были представлены фирмой «Крыштоф Брун и Сын», полковником Богаевским (изделие механического завода О. П. Пастора), капитаном В. К. Микини (изделие завода Зотова), Вагоностроительным заводом, полковником Добронравовым (изделие завода «Технолог»), подполковником Турчановичем. Эти образцы, большинство из которых были однокотловыми, не получили одобрения и не были приняты.
Вопрос о выработке двухкотловой пехотно-артиллерийской кухни продолжал прорабатываться в Главном интендантском управлении. На новые испытания были представлены построенные по проекту штабс-ротмистра Маргушина 8 образцов четырёхколёсных кухонь: Путиловского завода, механического завода О. П. Пастора, фирмы «Крыштов Брун и Сын» и Вагоностроительного завода. Однако все они из-за большого веса также не были одобрены.
В 1907 году походные кухни были включены в штатный состав войсковых обозов и стали закупаться за казённый счёт, а не из «экономических сумм» частей.
В 1910 году для снабжения войск был принят облегчённый образец однокотловой четырёхколёсной пехотно-артиллерийской кухни системы штабс-ротмистра Маргушина, которой, вместе с кухнями системы «К. Брун и Сын» (принятых в 1898 году), и снабжалась Русская императорская армия вплоть до конца её существования. Горно-артиллерийские части снабжались вьючной кухней системы Грум-Гржимайло, одобренной в 1912 году.

### В европейских армиях
В Европе первой ввела в своей армии походные кухни Австро-Венгрия. Вопрос этот был поднят сразу по итогам войны 1866 года. В 1868 году при военном госпитале № 1 в Вене проводились испытания «кухонного аппарата» Христофора Бойрле, в котором пища готовилась на пару. По результатам опытов этот «аппарат» был принят для снабжения подвижных госпиталей и направлен для дальнейших испытаний в полки австрийской армии. В годы Первой мировой войны основным образцом австро-венгерской полевой кухни была Feldküche M.1909, выпускавшаяся заводом Manfréd Weiss.
Во Франции в 1872 году в лагере под Парижем испытывалась ротная паровая кухня на 300 человек. Она представляла собой ящик на колёсах, в котором располагались 2 котла (для супа и кофе). В 1889 году на Парижской выставке экспонировались испытывавшиеся во французской армии походные кухни и печи систем Chappée, Malen, Deglise и других.
В это же время в Италии испытывались ротная и полковая паровые кухни системы Locati, в дальнейшем экспонировавшиеся на Венской выставке. В шведской армии была принята походная кухня в виде ящика с топкой, над которой располагался котёл, обложенный теплоизолирующими материалами.
В начале XX века во Франции была разработана и принята четырёхколёсная кухня, образцом для которой послужила русская кухня системы «Крыштоф Брун и Сын». Также русский опыт использовался при разработке своих кухонь в Германии, Японии, США.

### В Красной армии

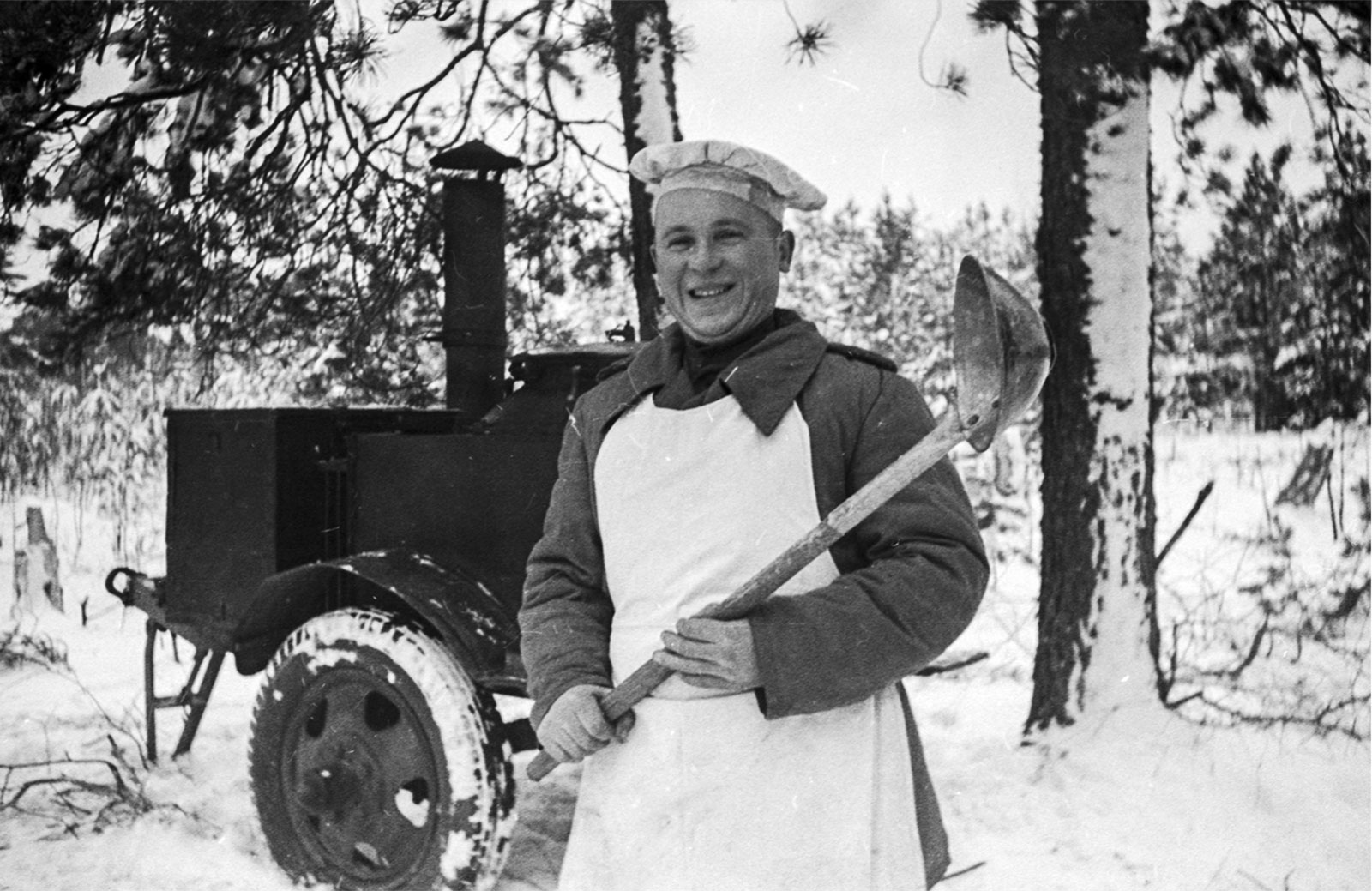
Красноармеец-повар в зимнем перелеске, на фоне полевой кухни ПК-43.

После Октябрьской революции Красная армия продолжала использовать полевые кухни, доставшиеся ей от императорской армии — кавалерийского и пехотно-артиллерийского образца систем «Крыштоф Брун и Сын» и Маргушина, и горно-вьючного образца системы Грум-Гржимайло. Они использовались вплоть до 1931 года без значительных конструктивных изменений, но в связи с развитием бронетанковых войск, с начала 1930-х начались работы по усовершенствованию старых и разработке новых образцов походных кухонь.
Были разработаны двухкотловые 2КО и 2КО-У. Обе буксировались конной тягой.
Во время Советско-финской войны пришлось использовать кухни с максимальной нагрузкой, и выяснились новые недостатки, в том числе, что при такой интенсивной эксплуатации с медного котла за 3—4 месяца сходила полуда, что грозило массовыми отравлениями, на что обратил внимание глава интендантской службы РККА Андрей Хрулёв. В связи с этим были разработаны кухня-автоприцеп КП-3-37, а чуть позже ПК-39 и ПК-Ч-40 (снабжённая чугунным котлом, не требовавшим лужения). Наиболее совершенной была трёхкотловая КП-3-37, позволявшая готовить одновременно 3 блюда, и имевшая духовку с двумя противнями. Но она оказалась всё-таки тяжёлой, и к 1941 году на замену ей выпустили однокотловую КП-41, на базе которой в 1942 году была разработана КП-42, в 1946 году модернизированная (КП-42М).

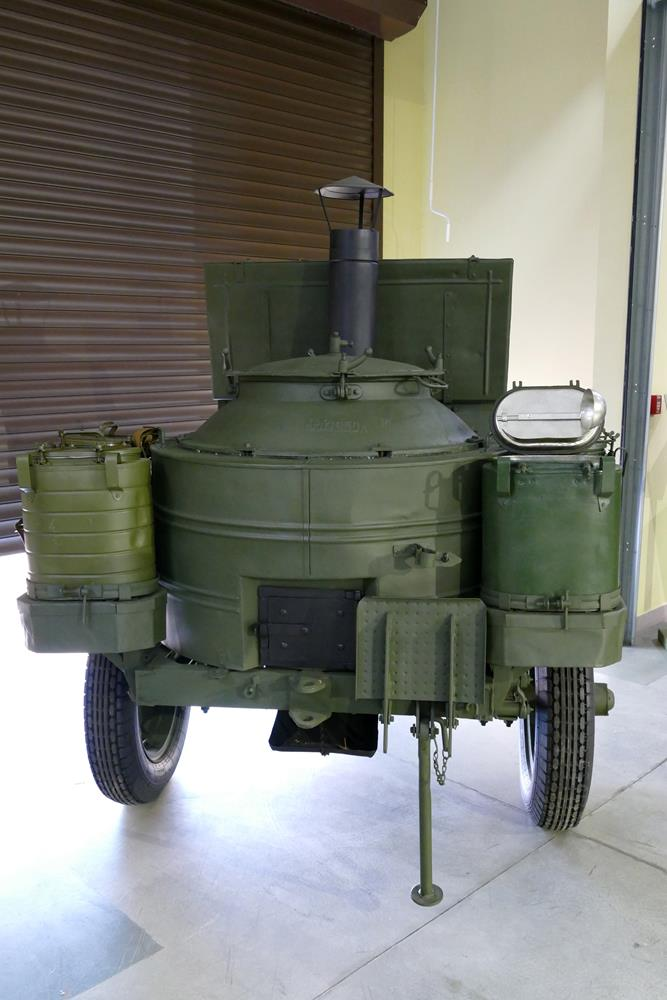
Полевая кухня КП-42 в Музее отечественной военной истории в деревне Падиково под Истрой.

Кухни-автоприцепы КП-41 и КП-42 поступали на снабжение мотомеханизированных и танковых частей. Буксировались грузовыми автомобилями ГАЗ-АА и ГАЗ-ААА (ГАЗ-3А). Конная запряжка для них не предусматривалась.

## Технические характеристики послевоенных советских кухонь
| Показатели                                          | КП-2-48                   | КП-2-48Н                  | КП-2-49                   | КП-125                     | КП-130                        | ПАК-170                | ПАК-200                         |
| --------------------------------------------------- | ------------------------- | ------------------------- | ------------------------- | -------------------------- | ----------------------------- | ---------------------- | ------------------------------- |
| Собственная масса, кг                               | 980                       | 957                       | 960                       | 1110                       | 1330                          | —                      | 3600                            |
| Полная масса, кг                                    | 1240                      | —                         | —                         | 1515                       | 1790                          | —                      | —                               |
| Габаритные размеры (с трубой), мм                   | 3300 × 1830 × 2015 (2590) | 3827 × 1820 × 2023 (2598) | 3310 × 1830 × 2082 (2732) | 3700 × 1810 × 2328         | 3824 × 2200 × 1620 (3350)     | КУНГ                   | 4100 × 2340 × 1970 (КУНГ)       |
| Количество котлов                                   | 2                         | 2                         | 2                         | 3                          | 4                             | 3                      | 3                               |
| Ёмкость котлов для 1-го блюда (полная/полезная), л. | 125/110                   | 125                       | 170                       | 112/100                    | 100/80 (с котлом для кипятка) | 125                    | 165/150                         |
| Ёмкость котлов для 2-го блюда (полная/полезная), л. | 75/65                     | 75                        | 110                       | 156 (с котлом для кипятка) | 85/75                         | 75 (и 100 для кипятка) | 125/110 (и 115/100 для кипятка) |
| Расход топлива (жидкого/твёрдого), кг/час           | 10/35                     | —                         | —                         | 7—10/28—32                 | 10/35                         | —                      | 7—10/28—32                      |
| Время закипания воды, мин.                          | 55—65/65—70               | 95                        | 65                        | 55—65/80—95                | 60/90                         | —                      | 30/45                           |

В Российской Федерации в настоящее время полевые кухни производятся на Ирбитском заводе спецтехники (г. Ирбит, Свердловская область), заводе Спецтехмаш (г. Всеволожск, Ленинградская область), ОАО «Комбинате автомобильных фургонов» (г. Шумерля, Республика Чувашия).

## Фотогалерея

Военно-полевые кухни
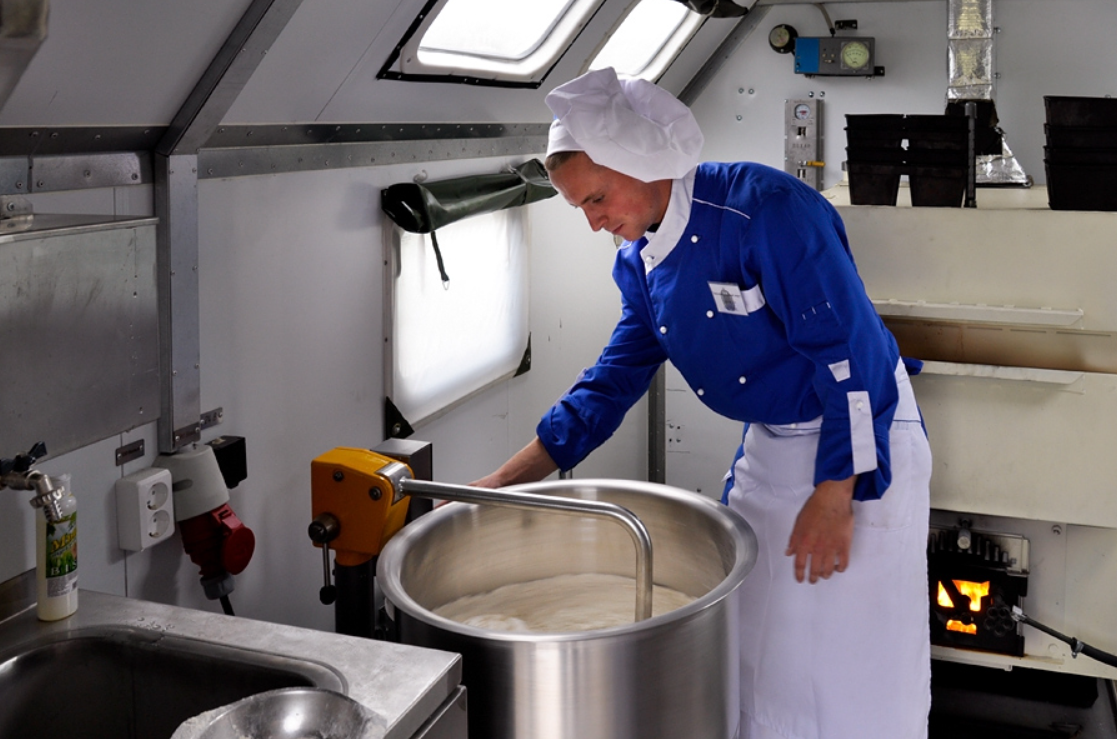
Внутри ПАК-200М. Приготовление теста для выпечки хлеба.
Американские интервенты пробуют пищу из новой кухни во Владивостоке, декабрь 1918 год.
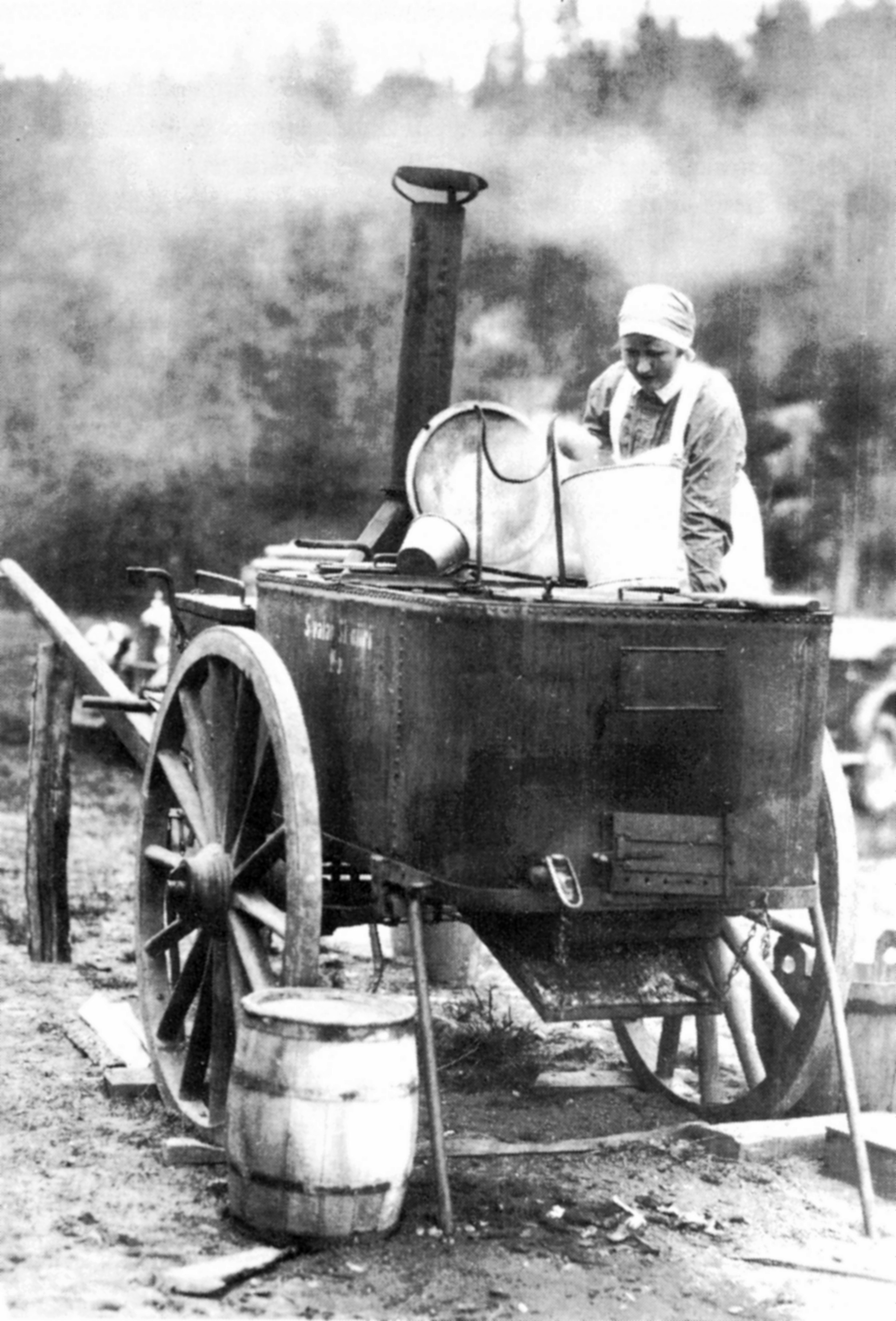
Российская дореволюционная походная кухня кавалерийского образца в Сортавале, 1924 год.
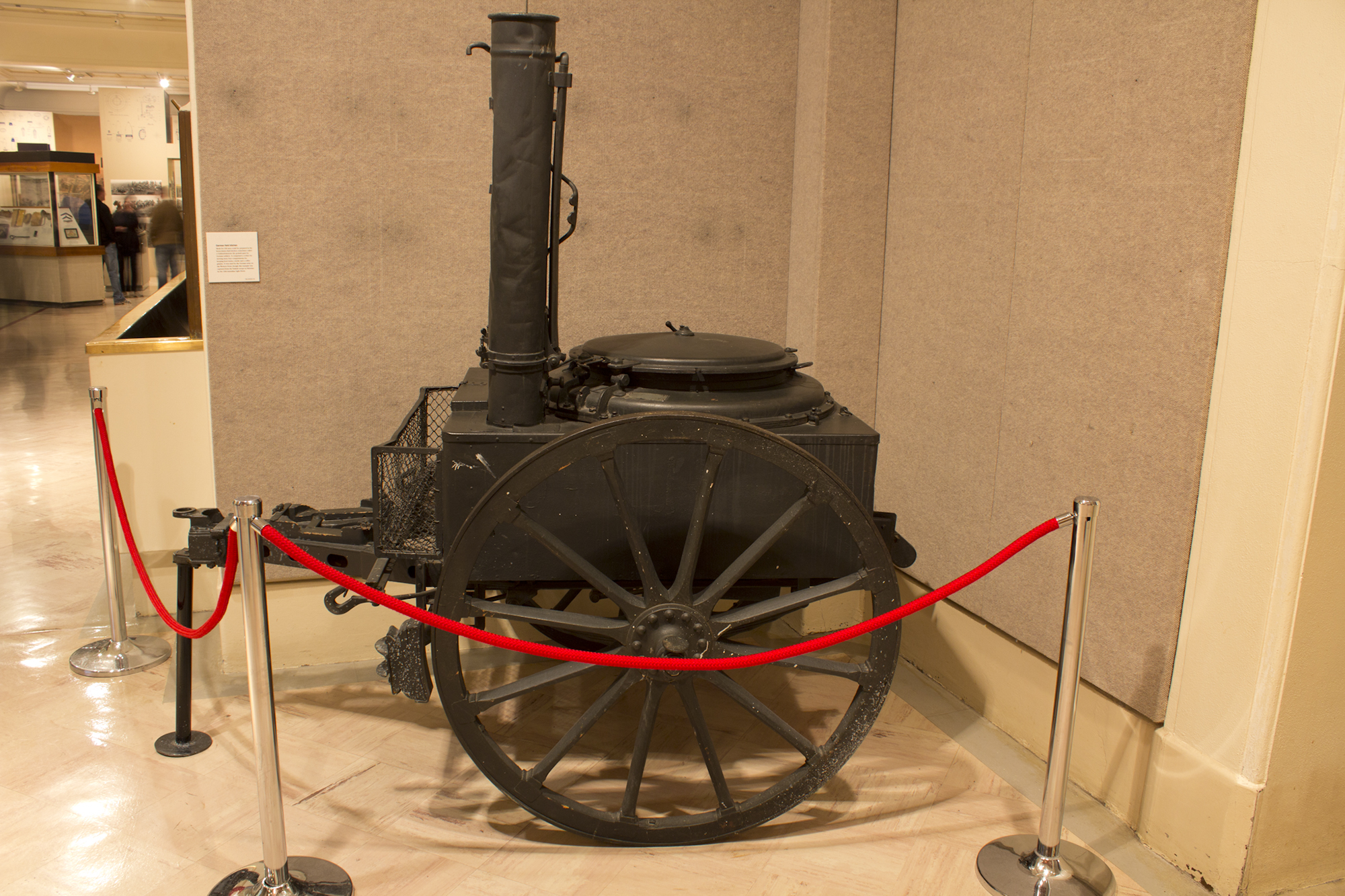
Немецкая «малая» (кавалерийская) полевая кухня времён ПМВ в австралийском музее.
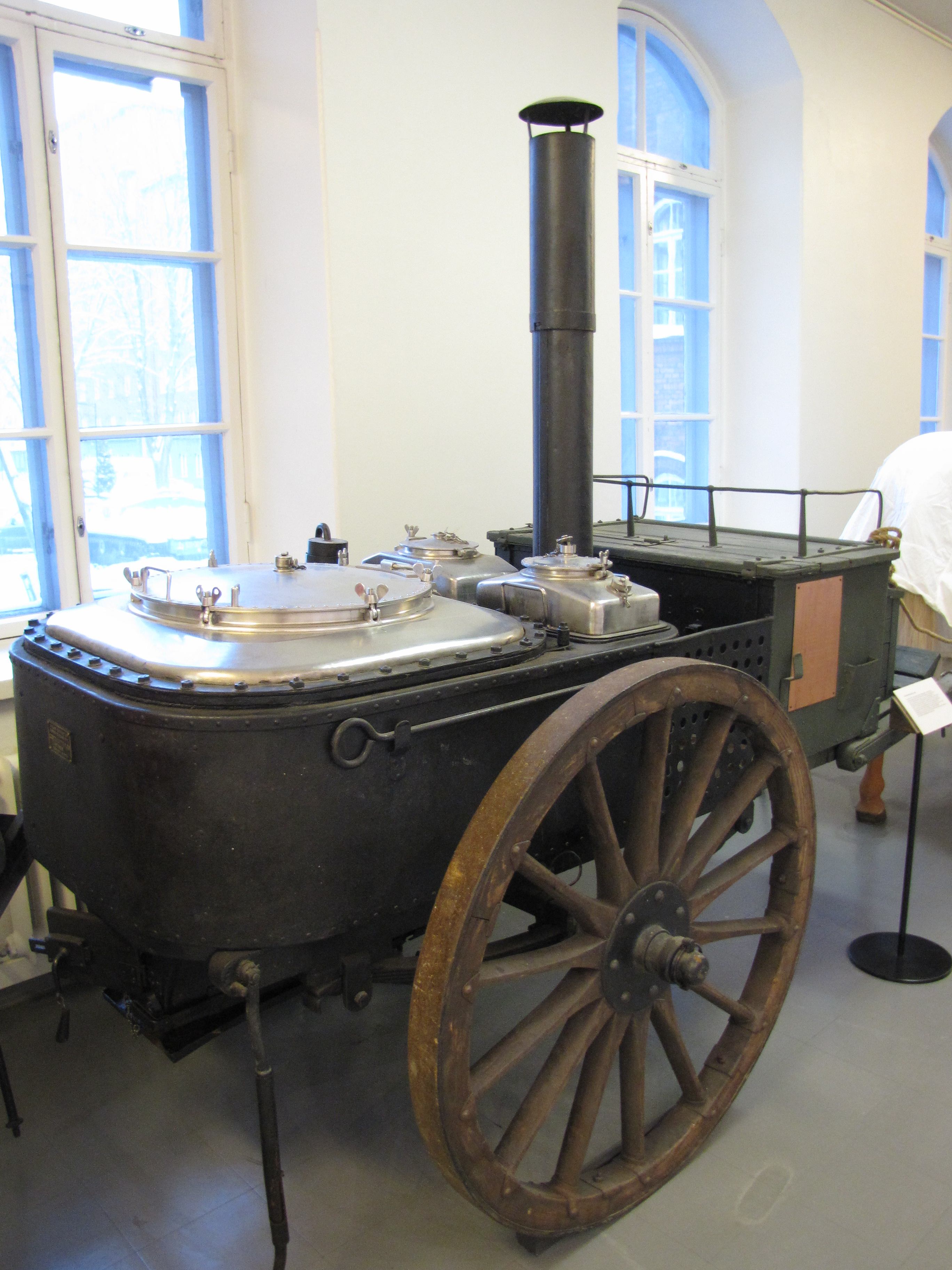
Финская полевая кухня обр. 1929 года кавалерийского образца в Военном музее Финляндии.
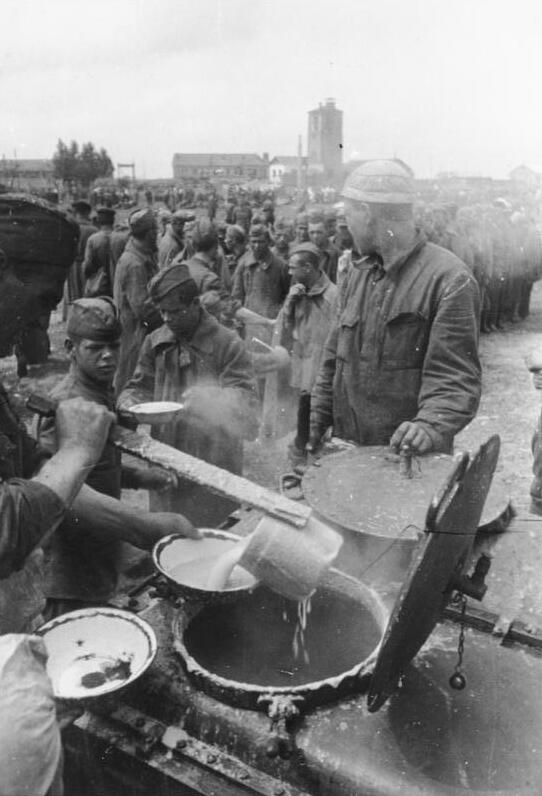
Раздача похлёбки из кухни 2КО или 2КО-У советским военнопленным в лагере в Витебске через 6 дней после его оккупации, июль 1941 года.
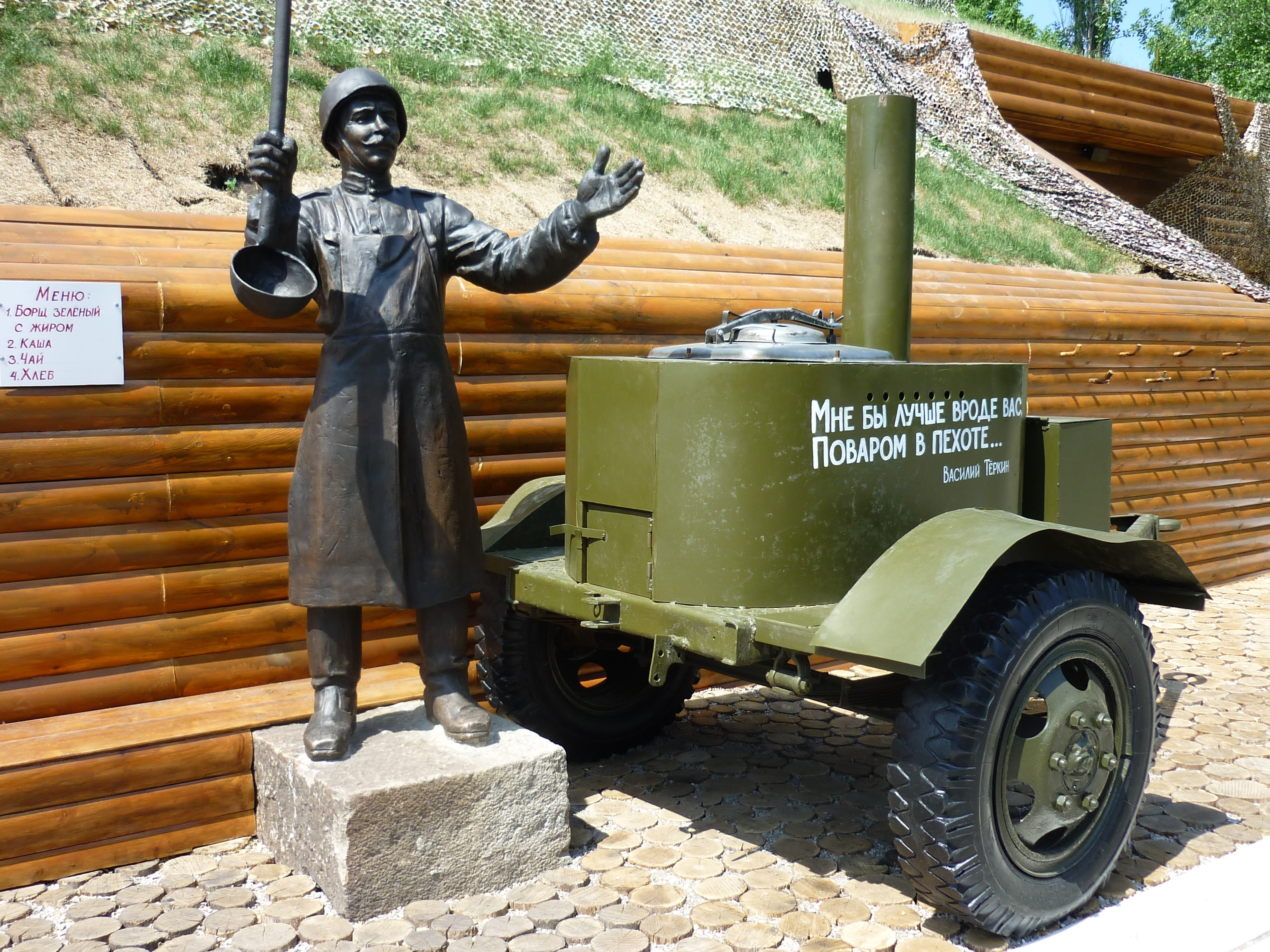
Макет абстрактной полевой кухни времён войны в музее-заповеднике «Прохоровское поле». Отдалённо напоминает упрощённую КП-41 с бескаркасной обшивкой котла.
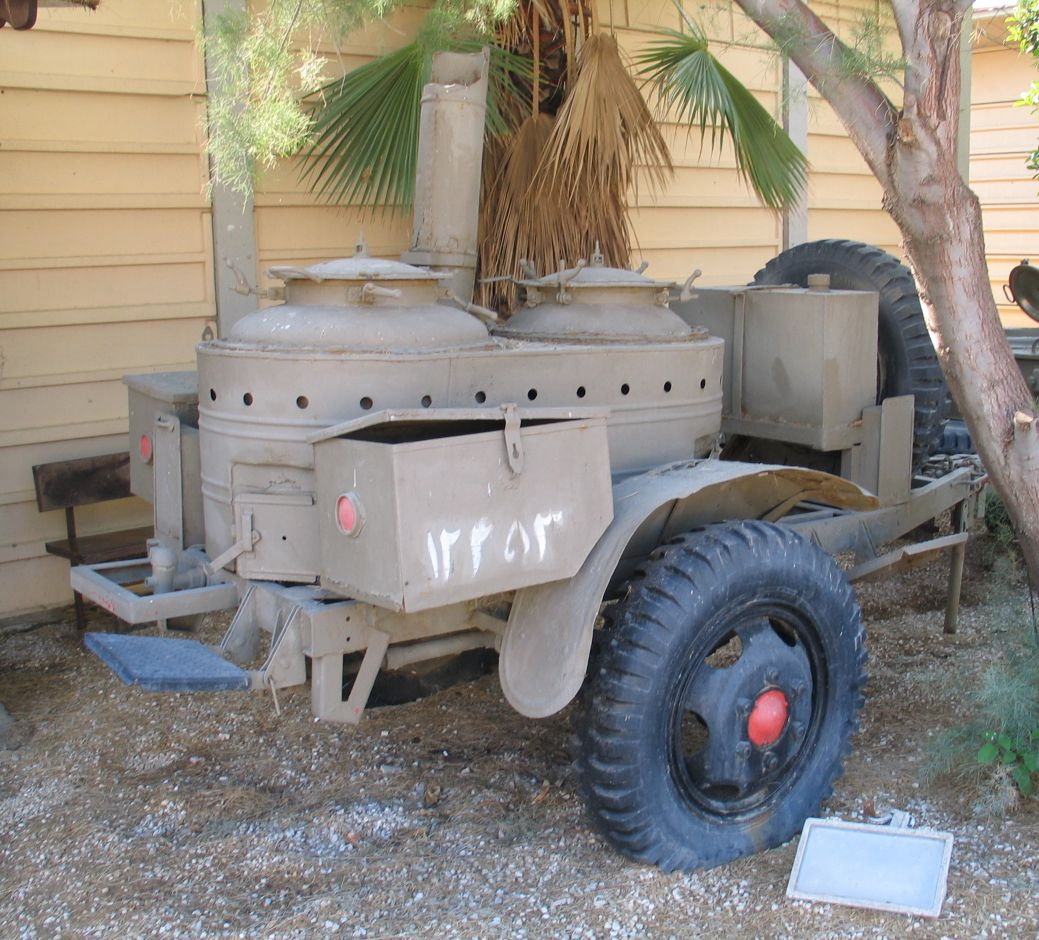
Советская послевоенная походная кухня КП-2-49 в музее Армии обороны Израиля.
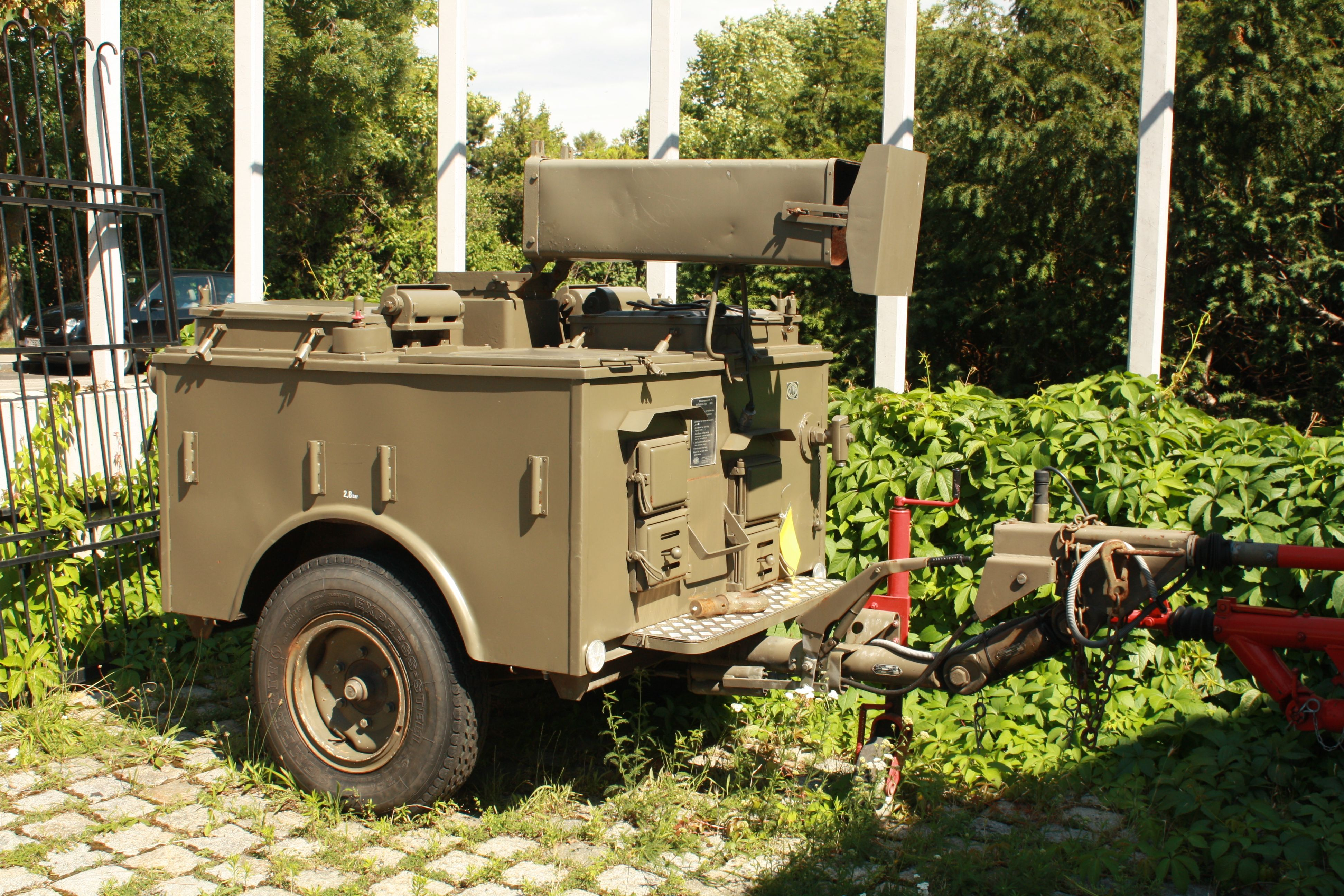
Австрийская полевая кухня FK 58.
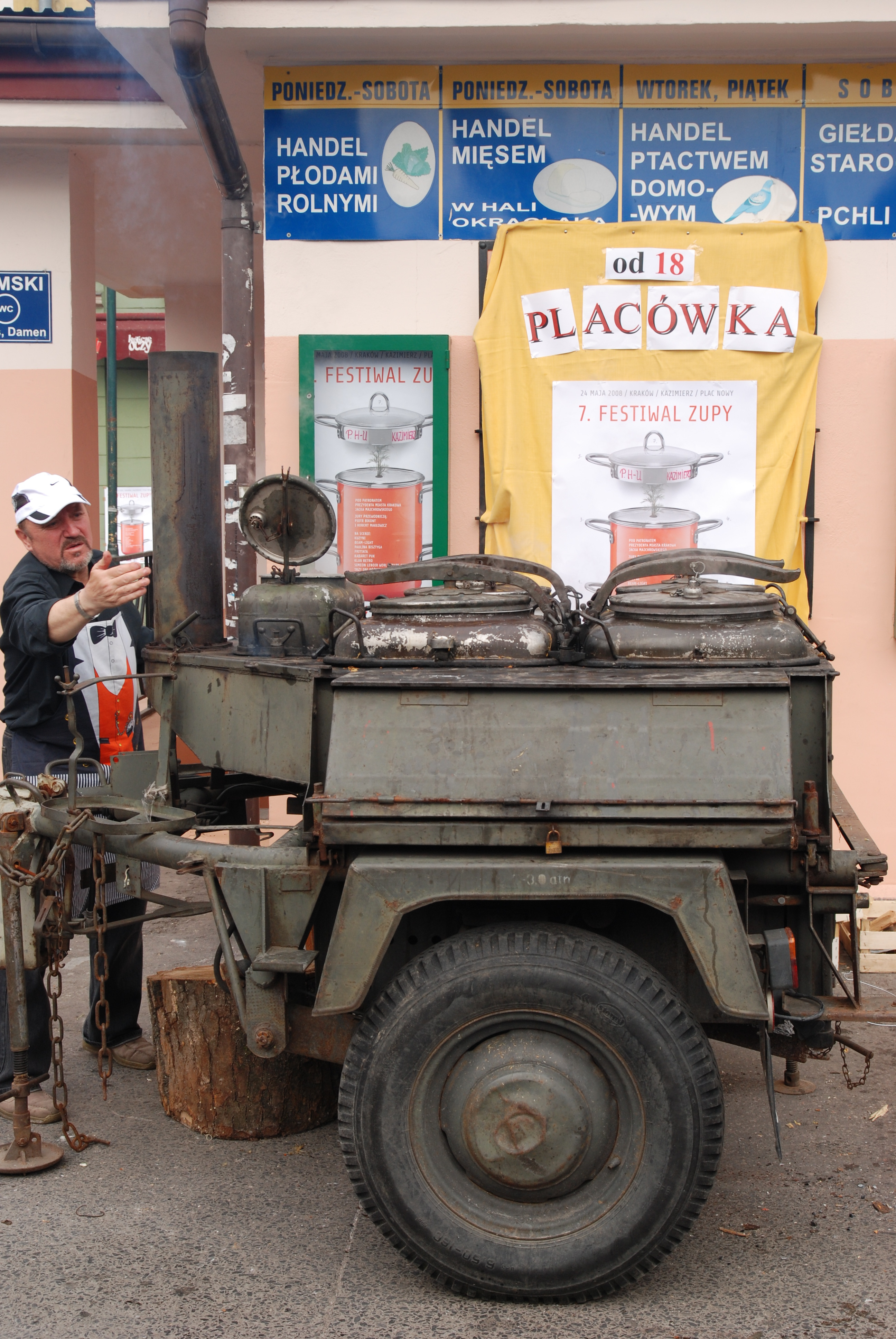
Польская полевая кухня KP-340 на суповом фестивале в Кракове.

## Памятники

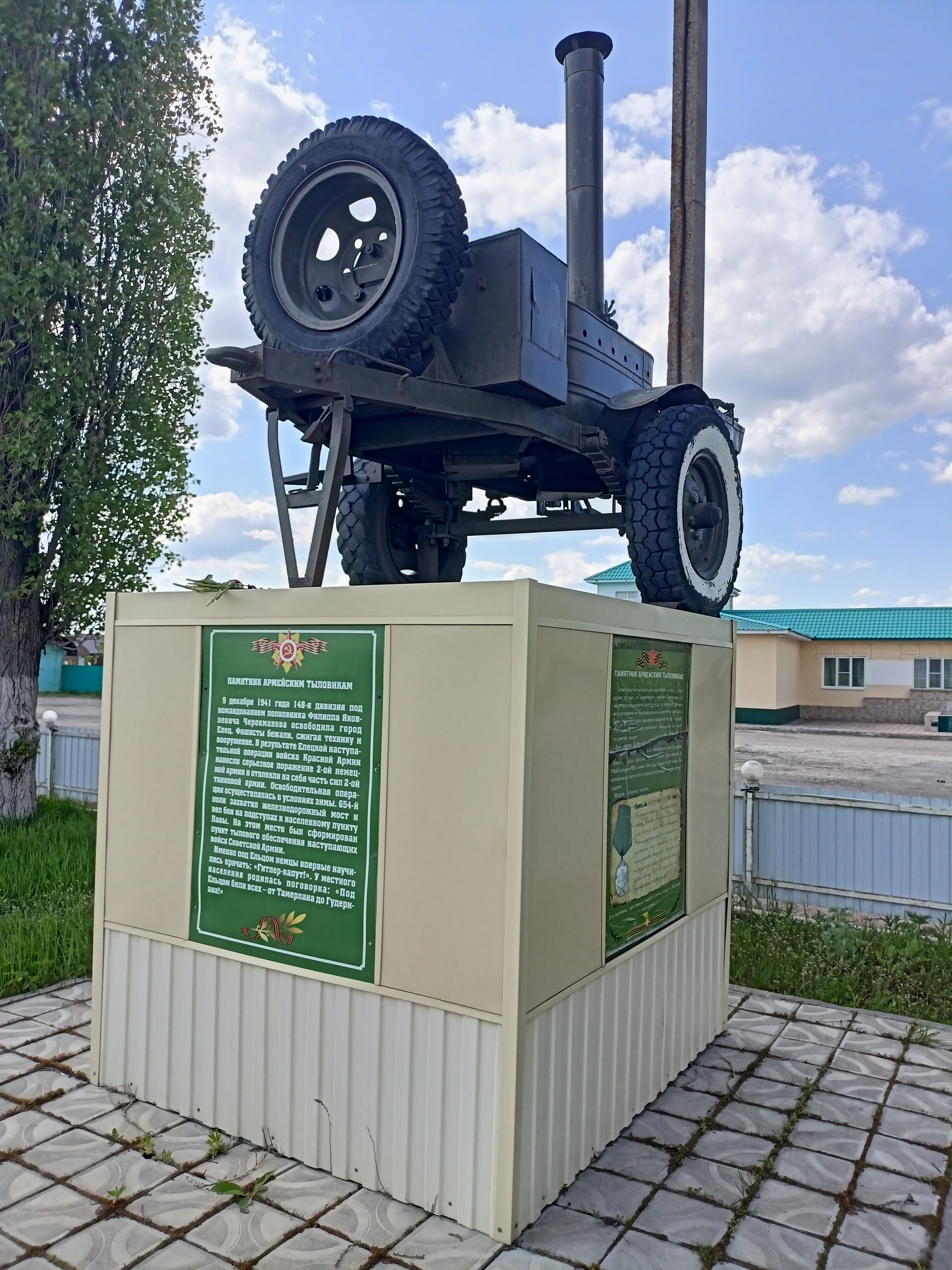

- 29 ноября 2016 года полевая кухня КП-42 была установлена на территории одесской военной академии в качестве памятника специалистам тыла[14].
- Осенью 2016 года у въезда в с. Лавы Липецкой области на постамент была установлена полевая кухня КП-2-42, которая с 1941 года находилась неподалёку и была отреставрирована местными энтузиастами